# Воробьёвка (Колпнянский район)
Воробьёвка — деревня в Колпнянском районе Орловской области. Входит в состав Ярищенского сельского поселения. Население — 55 чел. (2010).

## География
Воробьёвка находится в юго-восточной части области на Среднерусской возвышенности.
Часовой пояс
деревня Воробьёвка, как и вся Орловская область, находится в часовой зоне МСК (московское время). Смещение применяемого времени относительно UTC составляет +3:00.

## Население
| 2010 |
| ---- |
| 55   |

Национальный состав
Согласно результатам переписи 2002 года, в национальной структуре населения русские составляли 100 % от общей численности населения в 58  жителей

## Инфраструктура
Личное подсобное хозяйство.

## Транспорт
Просёлочные дороги. 